# Aphelandra tetroicia
Aphelandra tetroicia är en akantusväxtart som beskrevs av D.C. Wasshausen. Aphelandra tetroicia ingår i släktet Aphelandra och familjen akantusväxter. Inga underarter finns listade i Catalogue of Life.